# Liste der Monuments historiques in Vandy
Die Liste der Monuments historiques in Vandy führt die Monuments historiques in der französischen Gemeinde Vandy auf.

## Liste der Objekte
| Bezeichnung | Beschreibung                                          | Standort                     | Kennzeichnung | Schutzstatus | Datum | Bild |
| ----------- | ----------------------------------------------------- | ---------------------------- | ------------- | ------------ | ----- | ---- |
| Kanzel      | Stein, Holz, Ende des 16. Jahrhunderts; 1940 zerstört | in der Kirche St-Rémi (Lage) | PM08000667    | Classé       | 1908  |      |